# 184P/Lovas
La comète Lovas 2, officiellement 184P/Lovas, est une comète périodique du système solaire, découverte le 9 janvier 1986 par Miklós Lovas.